# Sitio de Nápoles (1437-1442)
El Sitio de Nápoles fue un conjunto de operaciones que llevaron a la conquista de la capital del Reino de Nápoles por parte de Alfonso el Magnánimo.

## Antecedentes
La ambición permanente del rey siempre fue el Reino de Nápoles, y la oportunidad le llegó en 1434 y en 1435 con la muerte sucesivamente de Luis III de Nápoles y de la reina Juana II de Nápoles, mientras el heredero Renato I de Anjou era prisionero en la corte de Felipe III de Borgoña desde su derrota en la batalla de Bulgnéville en 1431.
A la muerte de Luís III, la reina Juana se estableció en Nápoles y encontró el apoyo del Ducado de Milán y del papado, irritado por el acercamiento de Alfonso el Magnánimo a Amadeo VIII de Saboya y el Concilio de Basilea, mientras la República de Florencia y la República de Venecia se mantenían al margen,  El embajador de Filippo Maria Visconti en Gaeta, Ottolino Zoppo, le advirtió de la posibilidad de que Alfonso el Magnánimo, que ambicionaba el Reino de Nápoles, atacara su puerto, y le sirviera de cabeza de puente para sus ambiciones, entonces Visconti envió a Francesco Spinola con 800 hombres, de los cuales 400 eran ballesteros, a defender la ciudad.
El Magnánimo fue capturado por los genoveses en la batalla naval de Ponza y entregado a Felipe Maria Visconti, pero el Magnánimo y el duque de Milàn acordaron un apoyo mutuo por el tratado de Milán, en la demanda del trono de Nápoles por parte del primero, y en la disputa contra los Sforza y el Papado por parte del segundo, de esta manera el Magnánimo fue liberado en octubre. El cambio de alianzas de Milán sublevó los genoveses la Navidad de 1435, matando al gobernador milanés.

## El sitio de 1437
Alfonso, que salió de Capua con la escuadra de Barcelona, tomó rápidamente la mayor parte del reino, y nombró caudillo de sus fuerzas al Condotiero Francesco Piccinino para luchar contra los Estados Pontificios. En 1437 inició desde el Castillo Nuevo y el Castel dell'Ovo el sitio de Nápoles, defendido por Antonio Caldora, que resistió teniendo que acabar por levantar el sitio a causa del ataque de las fuerzas papales en abril de 1437, comandadas por Juan Vitellesco de Cornetto que asediaron Capua donde se reunieron con las de Caldora, aprovechando que Alfonso había iniciado el sitio de Aversa, que tuvo que levantar para socorrer a los de Capua, consiguiendo que los angevinos se retiraran a Nápoles.

## El sitio de 1438
A finales de 1437 se estableció una tregua hasta marzo de 1438, que fue rota por los angevinos el día de Navidad con un atentado fallido y poco después Renato de Anjou obtenía la libertad de Felipe III de Borgoña por 200.000 doblones de oro, consiguiendo reforzar Nápoles con diez galeras de Marsella y centrándose en consolidar los Abruzos para establecer una base para atacar los Aragoneses, y enviando a Caldora a Calabria, pero tuvo que volver al ser atacadas sus propias posesiones. Aprovechando la ausencia de Renato, Alfonso puso de nuevo sitio a la capital, pero en octubre de 1438 murió su hijo el infante Pedro, y el verano siguiente tuvo que acabar rindiendo el Castillo Nuevo, que los Aragoneses habían conservado hasta entonces.

## El sitio de 1441
En noviembre de 1441 Alfonso puso nuevamente sitio a Nápoles, y el 2 de junio de 1441, después de que los aragoneses entraran en la ciudad, habiendo construido un túnel por el que entraron unos soldados que lograron abrir las puertas, Renato de Anjou huyó sin oposición en una galera con destino a Génova,[10] y Alfonso entró, venciendo a todos sus enemigos: a Florencia, a Venecia, al Papado, y a los partidarios angevinos dentro de Nápoles,

## Consecuencias
Eugenio IV y Alfonso el Magnánimo negociaron un arreglo de sus diferencias en la primavera de 1443, dando lugar a un acuerdo formal en Terracina en 14 de junio de 1443. Bajo los términos de este tratado Eugenio reconoció a Alfonso como rey de Nápoles y a su hijo Fernando I de Nápoles como sucesor, quedando consolidada la conquista del Reino de Nápoles, a cambio del reconocimiento a Eugenio como papa, y de la retirada del apoyo a Amadeo VIII de Saboya y al Concilio de Basilea.